# Partido de la Sierra en Tobalina
Partido de la Sierra en Tobalina est une commune d'Espagne dans la communauté autonome de Castille-et-León, province de Burgos. Elle s'étend sur 44,32 km2 et comptait environ 93 habitants en 2011.